# Walk (Belgique)
Pour les articles homonymes, voir Walk.
Walk est un hameau belge situé dans les cantons de l'Est sur le territoire de la commune de Waimes en province de Liège. 
Avant la fusion des communes de 1977, Walk faisait déjà partie de la commune de Waimes.

## Étymologie
Walk viendrait de Welsch signifiant Wallon en vieux germain. 

## Situation
Ce hameau ardennais se situe sur le versant sud de la Warche qui vient de franchir le barrage de Robertville.
Walk est traversé par la route nationale 681 allant de Malmedy à Robertville dont le barrage et le lac se trouvent à moins d'un kilomètre au nord-est.
Waimes se trouve à un peu moins de 5 km au sud et Malmedy à environ 7 km au sud-ouest.

## Patrimoine
La chapelle dédiée à Saint Antoine de Padoue date de 1703. Elle a été construite en moellons de grès près d'un carrefour de sept routes.
Le château de Reinhardstein se trouve au nord du hameau sur le versant opposé de la Warche.

## Activités
Walk et le hameau voisin de Bruyères possèdent une école commune située entre les deux localités au lieu-dit Morfat.
Walk compte un gîte rural.

## Source et lien externe
- Histoire de Walk